# Guilherme de Baden (1829–1897)
Guilherme de Baden (em alemão:  Ludwig Wilhelm August von Baden; Karlsruhe, 18 de dezembro de 1829 - Karlsruhe, 27 de abril de 1897) foi um general e político prussiano. Era pai do príncipe Maximiliano de Baden, o último presidente do reino da Prússia e último chanceler do Império Alemão. Guilherme era um príncipe de Baden e membro da Casa de Zähringen.

## Família
Guilherma nasceu em Karlsruhe, no grão-ducado de Baden, a 18 de dezembro de 1829, sendo o quinto filho e terceiro varão do grão-duque Leopoldo I de Baden e da sua esposa, a princesa Sofia da Suécia. Pelo lado do pai, Guilherme era neto do grão-duque Carlos Frederico de Baden e da sua esposa, a baronesa Luísa Carolina de Hochberg e, pelo lado da mãe, era neto do rei Gustavo IV Adolfo da Suécia e da sua esposa, a princesa Frederica de Baden.
Era irmão da duquesa Alexandrina de Saxe-Coburgo-Gota, dos grão-duques Luís II e Frederico I de Baden, do príncipe Carlos de Baden, da princesa Maria de Leiningen e da grã-duquesa Olga Feodorovna da Rússia.

## Carreira militar
Durante o seu breve serviço militar no contingente federal de Baden, Guilherme obteve o rank de tenente em 1847 e primeiro-tenente em 1849. Cerca de 1849-50, Guilherme começou a prestar serviço militar na posição de primeiro-tenente da primeira guarda, um regimento de infantaria do exército real prussiano. Guilherme recebeu a sua educação no exército prussiano. A partir de 1856, Guilherme passou a prestar serviço como major da guarda de artilharia. Guilherme reformou-se do exército prussiano em 1863 com o rank de general-tenente, pouco depois de se casar com a princesa Maria de Leuchtenberg.

### Guerra Austro-Prussiana
Em 1866, durante a Guerra Austro-Prussiana entre o Reino da Prússia e o Império Austríaco, Guilherme comandou a divisão de Baden que pertencia ao 8.º corpo federal, que esteve do lado da Confederação Alemã, liderada pelo Império Austríaco. A dissolução do 8.º corpo federal iniciou-se a 30 de Julho de 1866, quando Guilherme se rendeu numa carta enviada ao quartel-general prussiano em Marktheidenfeld. A carta de rendição dizia que o pai de Guilherme, o grão-duque Leopoldo, tinha entrado em negociações directas com o rei Guilherme da Prússia e que este tinha dado permissão às tropas de Baden para regressar a casa em segurança.
Logo depois da Guerra Austro-Prussiana, Guilherme reformou-se do exército de Baden baseando-se no sistema prussiano. Guilherme e o príncipe Augusto de Württemberg foram os dois príncipes da Alemanha do sul que foram mais importantes no processo de união dos estados do sul e do norte. A 22 de setembro de 1868, Guilherme anunciou a sua demissão do comando das tropas do grão-ducado de Baden e foi substituído pelo general Beza.

### Guerra Franco-Prussiana
Durante a Guerra Franco-Prussiana de 1870-71, Guilherme comandou a primeira brigada de Baden no corpo de Werderschen. A 30 de outubro de 1870, Guilherme e o general Gustav Friedrich von Beyer chegaram a Dijon. Os franceses tinham transportado dez mil soldados de comboio para o local e a cidade foi defendida por todos os habitantes, incluindo as mulheres. A resistência não foi fácil de combater pelos alemães que sofreram graves perdas, contudo, segundo o historiador Gustave Louis Maurice Strauss, Guilherme "comportou-se como um São Apolinário galante e ocupou os subúrbios pelos quais os alemães acabaram por conseguir entrar na cidade, onde foram travados combates violentos de barricada a barricada, de casa a casa que duraram até à meia-noite." Dijon foi ocupada por vinte e quatro mil prussianos a 18 de janeiro de 1870, mas acabaria por ser recuperada pelos franceses depois de uma dura batalha e voltou a cair em mãos prussianas a 19 de Janeiro.

### Carreira depois da guerra
Em 1895, o kaiser Guilherme II promoveu-o à la suite ao regimento de granadeiros em honra do 25.º aniversário em honra da Batalha de Nuits-Saint-Georges. Ao mesmo tempo, Guilherme II concedeu-lhe a Ordem de Mérito, a ordem militar mais prestigiada do reino da Prússia.
A posição mais alta a que Guilherme chegou foi a de general de infantaria.

## Carreira política
Desde muito jovem, Guilherme teve um lugar na Primeira Câmara do Diet do grão-ducado de Baden. Entre 1871 e 1873, Guilherme foi representante de Baden no Reichstag do Império Alemão no qual era membro do Partido Imperial da Alemanha, também conhecido por Partido Conservador Livre.

## Casamento e descendência
Guilherme casou-se com a princesa Maria Maximilianovna de Leuchtenberg, princesa Romanovskaya, filha mais velha do duque Maximiliano de Leuchtenberg e da sua esposa, a grã-duquesa Maria Nikolaevna da Rússia, no dia 11 de fevereiro de 1863 em São Petersburgo, no Império Russo. Quando soube do casamento, o presidente dos Estados Unidos, Abraham Lincoln, enviou uma carta ao irmão mais velho de Guilherme, o grão-duque Frederico I de Baden, onde dizia: "Participo da satisfação que este feliz evento proporcionou e rogo que Vossa Alteza Real aceite as minhas mais sinceras felicitações pela ocasião juntamente com a garantia da minha mais elevada estima." Antes do casamento, Guilherme tinha viajado até à Inglaterra na categoria de possível pretendente da princesa Maria Adelaide de Cambridge.
Guilherme e Maria tiveram dois filhos:
- Marie de Baden (26 de julho de 1865 - 29 de novembro de 1939), casada com o príncipe Frederico II de Anhalt-Dessau; sem descendência.
- Maximiliano de Baden (10 de julho de 1867 - 6 de novembro de 1929), último chanceler do Império Alemão; casado com a princesa Maria Luísa de Hanôver; com descendência.

## Candidato ao trono grego
Após a deposição do rei Oto da Grécia e o referendo de 1862, Guilherme foi escolhido pelo kaiser Guilherme I da Alemanha e por Otto von Bismarck para candidato do trono do Reino da Grécia. O Império Russo tinha duvidas se deveria apoiar Guilherme ou o seu cunhado, o duque Nicolau de Leuchtenberg. Como potencial candidato, Guilherme não exigia que a família do rei Oto renunciasse aos seus direitos ao trono grego. Segundo a edição de dia 16 de Março de 1863 do New York Times, a compra de acções gregas em Londres resultou de um relatório no qual se afirmava que Guilherme seria formalmente recomendado para o trono.

## Últimos anos
Guilherme esteve presente na inauguração do monumento em honra de Martinho Lutero a 27 de junho de 1868.
Após a morte do seu cunhado, o duque Ernesto II de Saxe-Coburgo-Gota, Guilherme foi até ao Schloss Reinhardsbrunn a 23 de outubro de 1893 para visitar a viuva, a sua irmã Alexandrina, e receber o sucessor do duque, o príncipe Alfredo. Esteve presente no funeral do duque em Coburgo a 28 de abril de 1893.
Guilherme morreu a 27 de abril de 1897 aos sessenta e sete anos. Foi enterrado na cripta dos grão-duques no Fasanengarten em Karlsruhe, a Capela Sepulcral.